# Antonio Ottone
Antonio Ottone (Santa Fe; 1 de marzo de 1941 - Buenos Aires; 1 de marzo de 2002) fue un productor, guionista y director de cine argentino.

## Actividad profesional
De joven tomó cursos en la Universidad Nacional de La Plata y, posteriormente, ya encaminada su vocación hacia el cine, trabajó como director de fotografía de filmes pedagógicos y técnicos.
En 1967 fue director de producción del filme Escándalo en la familia dirigido por Julio Porter y posteriormente, entre 1980 y 1987 realizó la misma tarea en varias películas, incluyendo El infierno tan temido de Raúl de la Torre, Sentimental (réquiem para un amigo) dirigida por Sergio Renán y El desquite de Juan Carlos Desanzo. Poco después completó el rodaje de su primer largometraje como realizador, Casi no nos dimos cuenta, que fue estrenado en 1990.
En 1985 estrenó Flores robadas en los jardines de Quilmes, un producto característico del destape de la época del reencuentro con la democracia, sobre una popular novela de Jorge Asís y poco después, Los amores de Laurita, una película del género erótico-picaresco. En 1994 fue nombrado director del Instituto Nacional de Cine y Artes Audiovisuales (INCAA), cargo que ejerció hasta 1995 y durante el cual se confeccionó el proyecto de una nueva ley de cine, que fue enviada al Congreso, donde se la aprobó.
La última película de Ottone, una historia sentimental sobre un guion propio basado en recuerdos de su juventud, fue Un amor en Moisés Ville, con Cipe Lincovsky como protagonista central, estrenada en 2001.
Ottone también enseñó en escuelas de cine y escribió un libro acerca de las enriquecedoras posibilidades del séptimo arte dentro de la cultura de nuestro tiempo. Era un defensor apasionado del cine nacional y un conocedor profundo de su problemática y se lo recuerda además por el enorme caudal humano que trasuntaba de su trato caballeresco.
Falleció en Buenos Aires el 5 de marzo de 2002 a raíz de un cáncer de páncreas.

## Filmografía
Director
- Un amor en Moisés Ville (2001)
- La garganta del diablo (inconclusa) (1993)
- Casi no nos dimos cuenta (1982)
- Pequeños sinvergüenzas (1990)
- Un elefante en banda (1990)
- Los amores de Laurita (1986)
- Flores robadas en los jardines de Quilmes (1985)

Guionista
- Un amor en Moisés Ville (2001)
- La garganta del diablo (1993) dir. Sergio L. Móttola
- Casi no nos dimos cuenta (1982)
- Pequeños sinvergüenzas (1990)
- Un elefante en banda (1990)
- Los amores de Laurita (1986)

Director de producción
- El túnel (1987) dir. Antonio Drove (España)
- El desquite (1983) dir. Juan Carlos Desanzo
- Sentimental (Requiem para un amigo) (1981) dir. Sergio Renán
- El infierno tan temido (1980) dir. Raúl de la Torre
- Escándalo en la familia (1967) dir. Julio Porter

Productor
- Casi no nos dimos cuenta (1990)
- Las muñecas que hacen ¡Pum! (1979)